# Agnetz
Agnetz é uma comuna francesa na região administrativa de Altos da França, no departamento de Oise. Estende-se por uma área de 12,94 km². Em 2010 a comuna tinha 3 156 habitantes (densidade: 243,9 hab./km²).